# Санкции в связи со вторжением России на Украину (6 пакет)
Шестой пакет санкций в связи со вторжением России на Украину был принят с 3 июня по 15 июля 2022 года за вторжение на Украину.

## Хронология

### 3 июня 2022 года
ЕС ввёл в действие 6-й пакет санкций. Он предусматривает:
- включение в санкционный 65 физических лиц из России и приближенных к ней, среди которых: основатель «Яндекса» Аркадий Воложа, олимпийская чемпионка Алина Кабаева, дети и жена пресс-секретаря президента Дмитрия Пескова Николай и Елизавета Пескова и Татьяна Навка, а также глава Роскомнадзора Андрей Липов, автор колонки в РИА «Новости» с тезисами об «окончательном решении украинского вопроса» Петр Акопов и жена миллиардера Алексея Мордашова Марина, владелец «Независимой нефтегазовой компании» Эдуард Худайнатов и сын бизнесмена Евгения Пригожина Павел, глава «новой администрации» Херсонской области Владимир Сальдо, его заместитель Кирилл Стремоусов, более 40 военнослужащих отдельной 64-й отдельной гвардейской мотострелковой бригады, обвиняемых в участии в резне в Буче, и начальник Наццентра управления обороной РФ Михаил Мизинцев[1][2]
- санкции против 18 юридических лиц, среди которых: УАЗ, Воентелеком, «КАМАЗ», «Татнефть», «Нефтехим», компания «Сухой», «Военторг», Балашихинский литейномеханический завод, Национальный расчетный депозитарий, входящий в группу «Московской биржи»[1][2]
- частичное эмбарго на российскую нефть — в течение 6 месяцев ЕС намерен отказаться от импорта российской нефти, в течение 8 месяцев — от импорта нефтепродуктов[1]
- отключение от SWIFT Сбербанка, «Россельхозбанка» и МКБ[1]
- отключение от вещания на территории ЕС телеканалов «Россия-24», «РТР-Планета», «ТВ-Центр»[1]
- расширение списка лиц и организаций, на которых распространяются экспортные ограничения в отношении товаров и технологий двойного назначения[2]
- расширение экспортных ограничений на перечень товаров и технологий, «которые могут способствовать технологическому совершенствованию сектора обороны и безопасности России». Они включают 80 видов химикатов, «которые могут быть использованы для производства химического оружия»[1]
- запрет на консалтинговые, аудиторские и пиар-услуги для РФ, ограничивает предоставление облачных сервисов[1]
- санкции против белорусских физических лиц, среди которых: глава ЦИК Игорь Карпенко, сотрудник телеканала СТВ Григорий Азаренок, сотрудница газеты «СБ. Беларусь Сегодня» Людмила Гладкая, бывший руководитель ГУБОПиК Андрей Паршин, сотрудник канала ОНТ Игорь Тур, генеральный директор «Беларуськалия» Игорь Головатый, два сына предпринимателя Алексея Олексина, сербский бизнесмен Боголюб Карич, сотрудник Белтелерадиокомпании Андрей Сыч, начальник отдела прокуратуры Гомельской области Денис Микушев, судья гомельского суда Николай Доля[1]
- санкции против белорусских юридических лиц, среди которых: «Белтелерадиокомпания», «Беларуськалий», «Беларуская калийная компания», «Интер Тобако», «Нафтан», табачная фабрика «Неман», «Белтаможсервис» и «Белкоммунмаш»[1]
- отключение от SWIFT Белорусского банка развития и реконструкции[1].

Япония удалила предложения о развитии экономического сотрудничества с Россией в документе о стратегии Японии по расширению экспортной инфраструктуры, являющемся одним из основных экономических документов Токио.

### 5 июня 2022 года
Автономные датские Фарерские острова ввели санкции против России и Беларуси, которые во многом повторяют санкции ЕС и его партнёров-единомышленников и напоминают их. Основными особенностями их являются следующие пункты:
- зарегистрированные под российским флагом, не будут иметь доступа в порты Фарерских островов после 5 июля 2022 года. Запрет распространяется на все суда под российским флагом, а также суда, сменившие российский флаг или регистрации, под флагом или регистром любого другого государства после 24 февраля 2022 года
- суда валовой вместимостью 500 и более, совершающие коммерческие международные перевозки, яхты и прогулочные суда или личные плавсредства подпадают под действие запрета на вход в порты
- правовая база по-прежнему позволяет Фарерским островам поддерживать сотрудничество с Россией в области двустороннего сотрудничества в области рыболовства и управления рыбными запасами между Фарерскими островами и Россией
  - таким образом, рыболовные суда, зарегистрированные под российским флагом, будут по-прежнему иметь доступ в порты Фарерских островов при условии, что не будут применяться другие санкции, запрещающие это.

### 7 июня 2022 года
Япония:
- заморозила активы «Россельхозбанка», Московского кредитного банка и Белорусского банка развития и реконструкции. Сделки и платежи с ними можно проводить только с разрешения японских властей
- запретила вывоз товаров, «способствующих укреплению промышленной базы России».

Новая Зеландия ввела санкции против 44 субъектов, включая: 6 белорусских оборонных предприятий, «Газпром», десятки российских военных и промышленных корпораций. Новозеландцам запрещено иметь дело с этими компаниями.
США выпустили разъяснение о том, что покупка любых российских долговых обязательств или акций, принадлежащих российским фирмам, запрещена американцам в рамках санкций. Данный запрет касается и покупок на вторичном рынке.
Приостановлено членство России в Парижском меморандуме.

### 8 июня 2022 года
Украина ограничила обращение лекарственных средств, производство которых хотя бы частично расположено на территории России или Беларуси:
- в госрегистрации лекарственного средства может быть отказано в случае если установлено, что один или несколько этапов производства осуществлялось предприятиями, расположенными на территории этих государств
- отменять госрегистрацию лекарства также разрешено, если заявитель или его представитель связан с российскими компаниями

Канада запретила предоставлять России 28 видов «жизненно важных» услуг, среди которых строительные и инженерные работы, транспортировка нефти и газа, продажа металлов, руд, древесины и химикатов.
Также Канада и США согласовали усиление сотрудничества в контроле экспорта в Россию товаров и услуг, способных помочь её военным усилиям.
Великобритания ужесточила соблюдение мер экономических санкций — с 15 июня вводится норма, согласно которой Управлению по осуществлению финансовых санкций Великобритании нужно будет только доказать факт нарушения санкций, а не то, что компания или физическое лицо знали о нарушении.
Андорра присоединилоась к санкциям ЕС от 3 июня.
Канада, Дания, Финляндия, Исландия, Норвегия, Швеция и США возобновить работу в Арктическом совете над проектами, которые не требуют привлечения России. Эти проекты, включенные в рабочий план, утвержденный всеми восемью арктическими государствами во время встречи в Рейкьявике.

### 9 июня 2022 года
Украина ввела санкции против:
- 35 человек из руководства Российской Федерации, включая её президента Владимира Путина и членов её правительства
- 261 руководителя российских учебных заведений
- 236 российских высших учебных заведений.

Япония запретила поставлять в Россию грузовые автомобили, самосвалы, бульдозеры, древесину, запчасти для станков, газовые генераторы, насосы, оборудование для печати и станки. Запрет вступает в силу с 17 июня.

### 10 июня 2022 года
Албания, Босния и Герцеговина, Исландия, Лихтенштейн, Северная Македония, Украина и Черногория присоединились к шестому пакету санкций ЕС от 3 июня 2022 года. Норвегия присоединилась ко всем его ограничениям шестого пакета, кроме тех, которые касались импорта нефти и нефтепродуктов.
Швейцария приняла решение о присоединении к шестому пакету санкций ЕС против России и Беларуси:
- введены санкции в отношении ещё более 100 российских и белорусских физических и юридических лиц. Их список идентичен списку ЕС;
- одобрено исключение 4 российских и белорусских банков, в том числе Сбербанка, крупнейшего банка России, из службы обмена финансовыми сообщениями SWIFT;
- расширен перечень товаров, запрещённых к вывозу, которые могут способствовать укреплению России в военно-техническом отношении или развитию её сектора обороны и безопасности, а также список экономически важных товаров, запрещённых к ввозу;
- принято решение подробно изучить последствия для Швейцарии введения нефтяного эмбарго и адаптировать его.

### 13 июня 2022 года
Мировая металлургическая ассоциация исключила российских металлургов из своей деятельности.

### 15 июня 2022 года
Стало известно, что автономный Иракский Курдистан приостановил действие контракта на торговлю курдской нефтью с российской Energopole SA из-за санкций.
Норвегия, в связи с введёнными санкциями, отказала России в транспортировке грузов через пропускной пункт «Стурскуг» для российского поселения Баренцбург на Шпицбергене.

### 16 июня 2022 года
Великобритания ввела санкции против патриарха Московского и всея Руси Кирилла, уполномоченной по правам ребёнка при президенте РФ Марии Львовой-Беловой, депутата Мосгордумы Сергея Савостьянова, руководителя авиакомпании «Волга-Днепр» Алексея Исайкина, четверых полковников 64-й отдельной мотострелковой бригады, которых считают причастными к убийствам мирных жителей в Буче, а также членов «Комитета спасения за мир и порядок», сотрудничающих с российскими военными в оккупированной Херсонской области.
США расширили меры экспортного контроля в отношении белорусской авиакомпании «Белавиа» за использование самолётов Boeing в нарушение ограничений, введенных после вторжения России на Украину. Компаниям во всем мире было запрещено обслуживать, ремонтировать и иным образом использовать американские детали для обслуживания парка самолётов «Белавиа». Постановление затрагивает как самолёты Boeing, так и Embraer в парке «Белавиа», если они нуждаются в американских запчастях.

### 17 июня 2022 года
Норвегия окончательно присоединилась к шестому пакету санкций ЕС. Запрет на импорт российских нефти и других нефтепродуктов вступил в силу немедленно, но были предусмотрены переходные периоды до 5 декабря 2022 года для сырой нефти и до 5 февраля 2023 года для нефтепродуктов.
Литва перестала осуществлять транзит железной дорогой ряда российских товаров, попавших под санкции ЕС, в Калининград — это около 50 % всех грузов, доставляемых из регионов России.

### 18 июня 2022 года
Группа разработки финансовых мер борьбы с отмыванием денег (FATF) ввела ряд ограничений:
- Россия больше не может выполнять какие-либо руководящие или консультативные функции или участвовать в принятии решений по установлению стандартов, процессам экспертной оценки FATF, вопросам управления и членства
- Россия больше не может предоставлять оценщиков, рецензентов или других экспертов для процессов рецензирования FATF.

### 20 июня 2022 года
Эстония запретила ввоз из России (в том числе частным лицам) длинный перечень подсанкционных товаров, включая алкогольные напитки, мебель, древесину, удобрения, с вступлением запрета в силу 10 июля.
Великобритания рекомендовала своим 265 депутатам и 154 пэрам не совершать поездки в районы, находящиеся под «контролем или влиянием» России, включая «Беларусь, Приднестровье в Молдове, Крым, вдоль армяно-азербайджанской границы и оккупированный Донбасс на Украине»

### 21 июня 2022 года
Литва распространила запрет транзита санкционных товаров в Калининградскую область на грузовой автомобильный транспорт.
Украина прекратила действие всех соглашений с Беларусью в области архивного дела.

### 22 июня 2022 года
Андорра внесла правки в решении о присоединении к санкциям ЕС от 3 июля.

### 23 июня 2022 года
Канада внесла поправки в закон о специальных экономических мерах, предусматривающие возможность конфискации попавших под санкции активов из-за войны России и их использования в поддержку Украины.
Литва запретила въезд патриарху Московскому Кириллу.

### 24 июня 2022 года
Великобритания расширила санкции против России. Введены:
- запрет на ввоз в Россию наличных фунтов стерлингов
- запрет на техническую помощь, финансовые услуги и услуги брокеров, связанные с экспортом в Россию товаров из «чёрного списка»
- запрет экспорт в Россию:
  - товаров и технологий для осуществления внутренних репрессий
  - компонентов и технологий для производства химического и биологического оружия
  - морских грузоперевозок и морских технологий
  - технологий и оборудований для нефтепереработки
  - дополнительных технологий и компонентов для ключевых экономических отраслей в РФ
- запрет на экспорт в Россию авиационного топлива
- запрет на импорт из России железа и стали.

Россия и Беларусь были лишены статуса наблюдателей при Энергетической хартии. Также было приостановлено временное применение Договора к Энергетической хартии в отношении Беларуси.

### 27 июня 2022 года
Канада ввела:
- санкции против 6 физических и 46 юридических лиц, связанных с оборонным сектором РФ, 15 граждан Украины, поддерживающих действия России, и 13 физических лиц и 2 юридических лиц из Беларуси. В частности, в список попали: депутат ГД РФ Адам Делимханов, президент «Ростелекома» Михаил Осеевский, директор «Аэрофлота» Михаил Полубояринов, Сергей Марков, Сергей Пахомов и прокурор Москвы Денис Попов. Также под санкциями оказались бывшие политики Украины, перешедшие на сторону России: Галина Данильченко, Илья Кива, Владимир Сальдо, Кирилл Стремоусов, и др. Также под санкциями оказались представители режима Лукашенко: Дмитрий Павличенко, Юрий Сиваков, Виктор Шейман, премьер-министр Роман Головченко, министр иностранных дел Владимир Макей[42].
- запрет на экспорт технологий, способных повысить потенциал российской оборонной промышленности.
- санкции против спонсируемых российским государством агентов и организаций, занимающихся распространением дезинформации и пропаганды.

США установили заградительные пошлины (35 %) на более чем 570 групп российских товаров на сумму около 2,3 млрд долларов.
Финляндия запретила ввоз крепкого алкоголя из России.
Украина расторгла:
- Соглашение о сотрудничестве между Минохраны окружающей природной среды и ядерной безопасности Украины и Федеральным надзором России за ядерной и радиационной безопасностью
- Соглашение между Госкомитетом ядерного регулирования Украины и Федеральным надзором России по ядерной и радиационной безопасности об обмене информацией и сотрудничестве в сфере регулирования безопасности при использовании ядерной энергии в мирных целях.

### 28 июня 2022 года
США ввели:
- запрет на импорт российского золота
  - исключением является золото, которое на момент введения санкций находилось не в России
- санкции против 70 юридических и 29 физических российских лиц, включая:
  - подразделения вооружённых сил и ФСБ (ФСБ — вторично), причастность которых к нарушениям прав человека или международного гуманитарного права на Украине достоверно доказана, а также включая частную военную компанию «РСБ-Групп», связанную с российскими разведслужбами
  - ряд оборонных предприятий, таких, как Объединённая авиастроительная корпорация, НПП «Связь», Союз добровольцев Донбасса, Арзамасский приборостроительный завод, НПП «Алмаз», ОАО «Российская электроника», летный центр имени Чкалова, ПАО «КАМАЗ» и «Туполев»
  - новых и бывших членов правительства ДНР, включая Виталия Хоценко и Александра Ананченко, заместителя министра науки Дмитрия Афанасьева, директора ПАО «КамАЗ» Сергея Когогина, высокопоставленных членов госкомпании «Ростех», в частности Владимира Артякова и членов его семьи, Виктора Кирьянова, Сергея Цыба, экс-министра обороны Анатолия Сердюкова и членов его семьи, а также телеведущей Тины Канделаки, её мужа Василия Бровко и детей от первого брака — Мелании и Леонтия[49][50]
- санкции против 36 компаний из КНР, России, ОАЭ, Литвы, Пакистана, Сингапура, Великобритании, Узбекистана и Вьетнама за нарушение законов США о международных санкциях — им будет ограничен доступ к американским технологиям и товарам[51].

### 29 июня 2022 года
Великобритания ввела санкции против 12 россиян и 8 компаний, среди них:
- предприниматели Владимир Потанин и Саид Гуцериев, губернатор Кемеровской области Сергей Цивилев и его супруга Анна Цивилева, которая, по данным СМИ, приходится двоюродной племянницей президенту России Владимиру Путину, председатель совета директоров «СПБ Биржи» Иван Тырышкин и председатель совета директоров «БТС-Мост» Руслан Байсаров
- Московский индустриальный банк и угольная компания «Колмар».

Швейцария окончательно присоединилась к шестому пакету санкций ЕС. Санкции включают эмбарго на сырую нефть и определённые виды нефтяных продуктов российского происхождения — «по аналогии с мерами ЕС, покупка, импорт, транзит и транспортировка в или внутри Швейцарии запрещены».

### 1 июля 2022 года
Австралия ввела санкции против 16 человек, в их числе двоюродный брат и двоюродные племянники президента России Владимира Путина, гимнастка и глава совета директоров «Национальной Медиа Группы» Алина Кабаева, а также российские чиновники и бизнесмены.
Ассоциация государственных почтовых операторов Европы PostEurop на неопределенный срок приостановила членство России и Беларуси.

### 4 июля 2022 года
Великобритания ввела санкции против:
- Дарьи Дугиной (Платоновой), дочери философа Александра Дугина, идеология которого, как считается, оказывает существенное влияние на политику Кремля
- 5 человек, имеющих отношение к деятельности крымского информационного агентства NewsFront
- новостного сайта United World International

Частично признанная Республика Косово ввела санкции, которые включают:
- всеобъемлющий запрет на экспорт устройств, технологий и других услуг для российской энергетики, за исключением атомной отрасли и бюджетного сектора энергоснабжения
- меры, которые приостановят все операции с несколькими государственными компаниями, которые также столкнулись с ограничениями, когда речь идет о рефинансировании
- запрет всех услуг по оценке кредитов.

### 5 июля 2022 года
Великобритания ввела санкции против Беларуси:
- запрет на импорт и экспорт товаров на сумму около 60 миллионов фунтов стерлингов, в том числе на экспорт нефтеперерабатывающей продукции, компонентов передовых технологий и предметов роскоши, а также на импорт белорусского железа и стали
- запрет белорусским компаниям выпускать долговые обязательства и ценные бумаги в Лондоне

Япония ввела:
- санкции в отношении 57 граждан РФ, в числе которых: председатель правления акционерного общества «Росгеология» Сергей Горьков, гендиректор ПАО «Объединенная авиастроительная корпорация» Юрий Слюсарь, 45 российских военнослужащих, глава оккупационной администрации Херсонской области Владимир Сальдо и его заместитель Кирилл Стремоусов, глава оккупационной администрации Мелитополя Галина Данильченко и ещё 2 граждан, которые, как указано в сообщении, «непосредственно причастны к дестабилизация восточной Украины»
- санкции в отношении 6 российских компаний — АО "Концерн ВКО «Алмаз-Антей», Фонда стратегической культуры и ряда информационных порталов, включая SouthFront и Инфорос
- запрет на экспорт товаров для 65 российских организаций и 25 белорусских компаний. Среди них — Новосибирский авиационный завод (НАЗ) им. В. П. Чкалова (филиал компании «Сухой»), НИИ «Градиент», Иркутский авиационный завод и Комсомольский-на-Амуре авиационный завод им. Ю. А. Гагарина (КнААЗ), ОАО «Агат-систем», ЗАО «БЕЛТЕХЭКСПОРТ», Минский завод колесных тягачей, ООО «Оборонные инициативы» и Внутренние войска МВД Беларуси.
- запрет на импорт золота из России.

### 8 июля 2022 года
Канада ввела:
- санкции против 29 россиян, среди которых: патриарх Кирилл, официальный представитель МИД РФ Мария Захарова, телеведущие Екатерина Андреева, Ольга Скабеева, Артем Шейнин, Тигран Кеосаян и Антон Красовский, глава Минцифры Максут Шадаев, гендиректор «Комсомольской правды» Владимир Сунгоркин, бывший глава «Яндекса» Тигран Худавердян и глава Роскомнадзора Андрей Липов
- санкции против 15 организаций из России, среди которых: Роскомнадзор, холдинг «Газпром Медиа», Первый канал, телеканалы «Россия-1» и НТВ, Sputnik, RT и ТАСС
- запрет на импорт золота из России и некоторых изделий из него.

Датский королевский дом лишил производителя обуви ECCO статуса королевского поставщика на фоне критики за то, что он продолжает работать в России.
Марокко отказалось построить в Касабланке новый перевалочный пункт для обработки товаров, направляющихся в Россию, и создать торговый дом, через который Россия могла бы приобретать товары из-за рубежа — этим путём Россия пыталась возобновить импорт, который прекратился после введения санкций.

### 11 июля 2022 года
Литва ввела в силу запрет на ввоз цемента, спирта, древесины, промышленных химикатов на спиртовой основе и ряда других товаров российского происхождения на территорию ЕС, включая транзит в Калининград.

### 15 июля 2022 года
Канада применила новые санкции к наземному и трубопроводному транспорту, производству металлов, транспортных средств, компьютеров, электронного, электрического и машинного оборудования. В частности, канадским гражданам и компаниям запретили предоставлять российской стороне услуги, связанные с производством металлических изделий, компьютерной техники, транспорта и другого оборудования.